# قطعنامه ۱۳۹۶ شورای امنیت
قطعنامه ۱۳۹۶ شورای امنیت سازمان ملل متحد که در تاریخ ۰۵ مارس ۲۰۰۲ تصویب شد، سندی بین‌المللی دربارهٔ بررسی وضعیت در بوسنی و هرزگوین است. این قطعنامه طی نشست ۴۴۸۴ام با ۱۵ رای موافق، ۰ مخالف و ۰ ممتنع تصویب شد.